# Nongmynsong
Nongmynsong è una suddivisione dell'India, classificata come census town, di 11.362 abitanti, situata nel distretto dei Monti Khasi Orientali, nello stato federato del Meghalaya. In base al numero di abitanti la città rientra nella classe IV (da 10.000 a 19.999 persone).

## Società

### Evoluzione demografica
Al censimento del 2001 la popolazione di Nongmynsong assommava a 11.362 persone, delle quali 5.927 maschi e 5.435 femmine. I bambini di età inferiore o uguale ai sei anni assommavano a 1.742, dei quali 876 maschi e 866 femmine. Infine, coloro che erano in grado di saper almeno leggere e scrivere erano 7.861, dei quali 4.383 maschi e 3.478 femmine.